# Het Nieuweland
Het waterschap Het Nieuweland was een polder in de voormalige gemeente Hoogland, in de Nederlandse  provincie Utrecht. In 1862 werd het gecombineerd met de naastliggende polder Duist.